# Orfeo 55
Orfeo 55 war ein 2009 von Nathalie Stutzmann gegründetes Kammerorchester. Es wurde 2019 aufgelöst.

## Geschichte und Spezifika
Das Programmheft der Salzburger Pfingstfestspiele zu Philippe Jarousskys Arienkonzert bezeichnet das Ensemble als „die Synthese eines Berufsweges über 25 Jahre, ja eines ganzen Lebens im Dienst der Musik“. Stutzmann bringe in die Arbeit mit Orfeo 55 „all die musikalische Strenge, Freiheit des Ausdrucks und emotionale Eindringlichkeit ein, die ihren Ruf als Sängerin und Dirigentin prägten“. Die Besonderheit des Ensembles ist, dass die Gründerin auf allen bis 2015 veröffentlichten Einspielungen sowohl singt, als auch dirigiert.
Das Orchester legte seinen Schwerpunkt auf Werke des Barocks – Bach, Händel, Vivaldi. Jedoch beherrschen  die Musiker sowohl das alte, als auch das moderne Instrumentarium. Daher ist das Ensemble nicht auf eine Epoche festgelegt, sondern spielt auch die Metamorphosen von Richard Strauss und die Verklärte Nacht von Arnold Schönberg, sowie Werke Wagners, Mahlers und Tchaikovskys. Dank der Prominenz der Gründerin und der Erfolge der ersten Einspielungen wurde das Ensemble rasch zum festen Bestandteil des internationalen Konzertbetriebes und gastierte unter anderem in der Salle Pleyel und im Théâtre des Champs-Elysées in Paris, der Wigmore Hall in London, beim Saint-Denis Festival, den Salzburger Pfingstfestspielen und den Händel-Festspielen in Halle an der Saale. Im März 2015 strahlte der TV-Sender Arte eine Videoaufzeichnung von Pergolesis Stabat mater, aufgenommen in der Chapelle de la Trinité des Château de Fontainebleau, aus.
Das Ensemble pflegte die Zusammenarbeit mit namhaften Sängern, wie dem Countertenor Philippe Jaroussky oder den Sopranistinnen Emőke Baráth und Sonya Yoncheva.
2019 wurde das Ensemble aufgelöst. Als Grund wurden finanzielle Schwierigkeiten und Zeitmangel der musikalischen Leiterin Stutzmann genannt.

## Diskographie
- Prima Donna
- 2012: An Imaginary Cantata
- 2014: Heroes from the Shadow, Nathalie Stutzmann sings Händel, Erato/Warner Classics